# 恩智神社
恩智神社（おんじじんじゃ/おんぢじんじゃ/おんちじんじゃ）は、大阪府八尾市恩智中町にある神社。式内社（名神大社）で、河内国二宮と伝わる。旧社格は府社。神使は兎と龍とされる。

## 祭神
現在の祭神は次の2柱。
- 大御食津彦大神（おおみけつひこのおおかみ、大御食津彦命）
- 大御食津姫大神（おおみけつひめのおおかみ、大御食津姫命）

延長5年（927年）成立の『延喜式』神名帳等における祭神の記載は2座。『日本文徳天皇実録』・『日本三代実録』の記載から2座の内容は「大御食津彦命神（大御食津比古命神）」・「大御食津姫命神（大御食津比咩命神）」であることが知られる。「ミケツ」の字義から食物を司る神（穀神）とされる。現在の神社側では大御食津彦命は天児屋根命の後裔、大御食津姫命は豊受大神（伊勢神宮外宮祭神）に同じとし、本殿2棟に各1柱が祀られる。ただし天児屋命後裔の御食津臣命（大御食津彦大神）の妻御食津比売命（大御食津姫大神）は、『諸系譜』第六冊では天津日子根命の後裔とされている。
また、本殿2棟の間には春日辺神を祀る末社の天川神社が鎮座するが、この春日辺神とは天照大神高座神社（八尾市教興寺、春日戸神）と見られることから、同神社と恩智神社との間の関係が推測される。江戸時代までは住吉大社に渡御する神事があったことや、『住吉大社神代記』に記述が見えることなどから、住吉神との関係を指摘する説もある。
社伝では奈良時代の天平宝字年間（757-765年）に藤原氏によって再建された際に、藤原氏の氏神である天児屋根命が分祀され、摂社として社が建立された。それが宝亀年間（770-781年）に枚岡神社に、次いで春日大社に遷座したとして、当社を「元春日」と位置づけている。しかし考証上では、中世頃以降に春日社家の大東家が恩智社家になったことで生じた伝承になるとされる。

## 歴史

### 創建
創建は不詳。社伝（「恩智大明神縁起」）では、神功皇后の三韓征伐の際に住吉神・恩智神が現れて皇后を守護したので、恩智神は高安の七郷を賜ったとする。また現在の神社側では雄略天皇14年頃の創建としている。
現鎮座地に遷座するまでは西方の天王の杜（現在の御旅所）に鎮座したというが、同地は弥生時代中期を中心とする遺跡（恩智遺跡）として知られ、恩智神社の創祀との関連性が指摘される。現社地への遷座の時期は確かではないが、伝承上では後述のように南北朝時代初期頃という。

### 概史

#### 古代
| 年     | 枚岡神                     | 恩智神                     |
| ------ | -------------------------- | -------------------------- |
| 836年  | 従三位勲三等 →正三位勲三等 |                            |
| 839年  | 正三位勲三等 →従二位勲三等 |                            |
| 850年  |                            | 正三位                     |
| 856年  | 従一位                     |                            |
| 859年  | 従一位勲三等 →正一位勲三等 | 正三位勲六等 →従二位勲六等 |
| 860年  |                            |                            |
| 神名帳 | 名神大                     | 名神大                     |
| 一宮制 | 一宮                       | （伝）二宮                 |

文献上の所見は『令集解』所引の天平10年（738年）頃成立の『古記』で、相嘗祭の班幣に預かる旨が規定されている。
『新抄格勅符抄』大同元年（806年）牒では、天平神護2年（766年）に当時の「恩智神」に神戸として河内国から9戸・丹波国から7戸・播磨国から10戸・美作国から11戸の計37戸が充てられている。『新撰姓氏録』河内国神別では「恩智神主」の記載が見えるが、この恩智氏が奉斎氏族であったとされ（「神主」は職名が転化したカバネ）、『続日本紀』神護景雲2年（768年）条にも美作掾の「恩智神主広人」が見える。
国史では、「恩智大御食津彦命神（恩智大御食津比古命神）」・「恩智大御食津姫命神（恩智大御食津比咩命神）」の神階が嘉祥3年（850年）に正三位、天安3年（859年）に従二位勲六等に昇叙された旨が記載されている。また貞観元年（859年）には他の44社とともに風雨を祈るための遣使奉幣がなされている。
延長5年（927年）成立の『延喜式』神名帳では、河内国高安郡に「恩智神社二座 名神大 月次相嘗新嘗」として、2座が名神大社に列するとともに朝廷の月次祭・相嘗祭・新嘗祭では幣帛に預かる旨が定められている。また『延喜式』臨時祭のうち、祈雨神祭条では祈雨神祭八十五座のうちに恩智社二座と見えるほか、名神祭条では名神祭二百八十五座のうちに恩智神社二座と見える。また『延喜式』四時祭下では恩智社二座の祭料が規定されている。
『本朝世紀』・『日本紀略』によれば、その後も天慶2年（939年）・応和3年（963年）・正暦5年（994年）に風雨・疫癘のため奉幣が行われた。また寛仁元年（1017年）には天皇即位の大奉幣に際して河内国からは枚岡社（枚岡神社）と当社が選ばれ、天仁2年（1109年）には一代一度の大神宝使が河内国の中では当社のみに発遣された。永万元年（1165年）6月日の「神祗官諸社年貢注文」では、枚岡社・弓削社と並び「恩智社鳥羽院女房右門子孫伝領云々」と記載されている。

#### 中世・近世
中世期に入り、応永16年（1409年）には御体御卜に祟る有力社に遣使があったうちに当社が見える。天文20年（1551年）の観心寺の正月会での諸神勧請の際は、河内国では枚岡大明神に続いて恩智大明神と見える。
社伝（延宝3年（1675年）文書）では、南北朝時代初期頃に楠木正成に従った恩智左近満一が恩智城を築城した際、城が神社を見下す形になったため旧社地（天王の杜）から現社地に遷座したというほか、戦国時代には織田信長の頃の放火で社殿が焼失したという。
なお、一般に恩智神社は河内国で枚岡神社に次ぐ二宮の位置づけにあったといわれるが、中世期に恩智神社が二宮であることを示す確かな史料はない。

#### 近代以降
明治維新後、1873年（明治6年）に近代社格制度において郷社に列し、1912年（大正元年）に府社に昇格した。
明治の神仏分離では神宮寺の天川山神宮寺感応院が分離され、明治4年（1871年）に恩智神社境内の観音堂が感応院境内に移されている。
また、明治時代までは奈良の春日大社の猿楽は当社が受け持っていた。

### 神階
- 嘉祥3年（850年）10月7日、正三位（『日本文徳天皇実録』）[原 2] - 表記は「恩智大御食津彦命神」・「恩智大御食津姫命神」。
- 天安3年（859年）1月27日、正三位勲六等から従二位勲六等（『日本三代実録』）[原 3] - 表記は「恩智大御食津比古命神」・「恩智大御食津比咩命神」。

## 境内

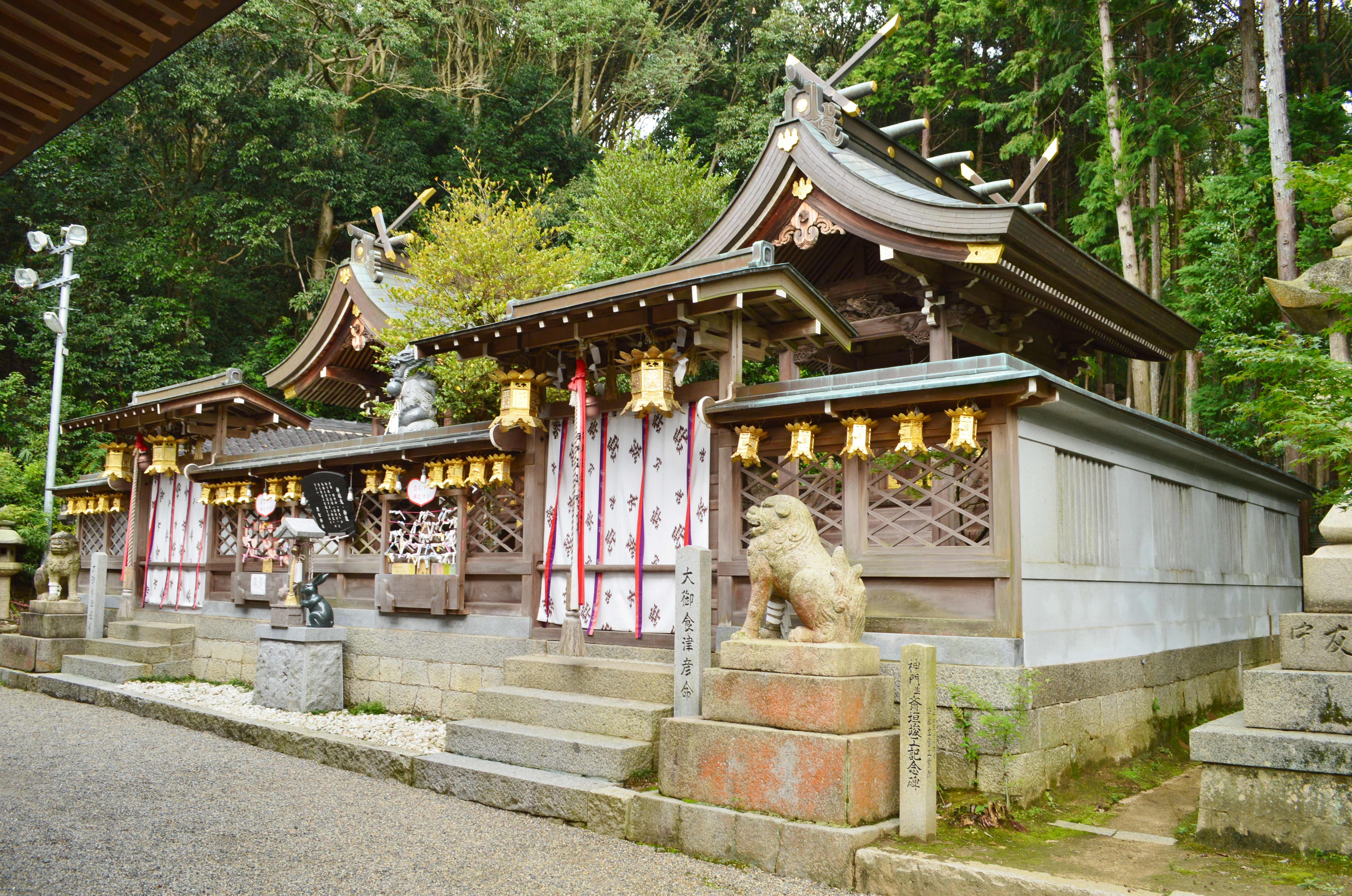
本殿

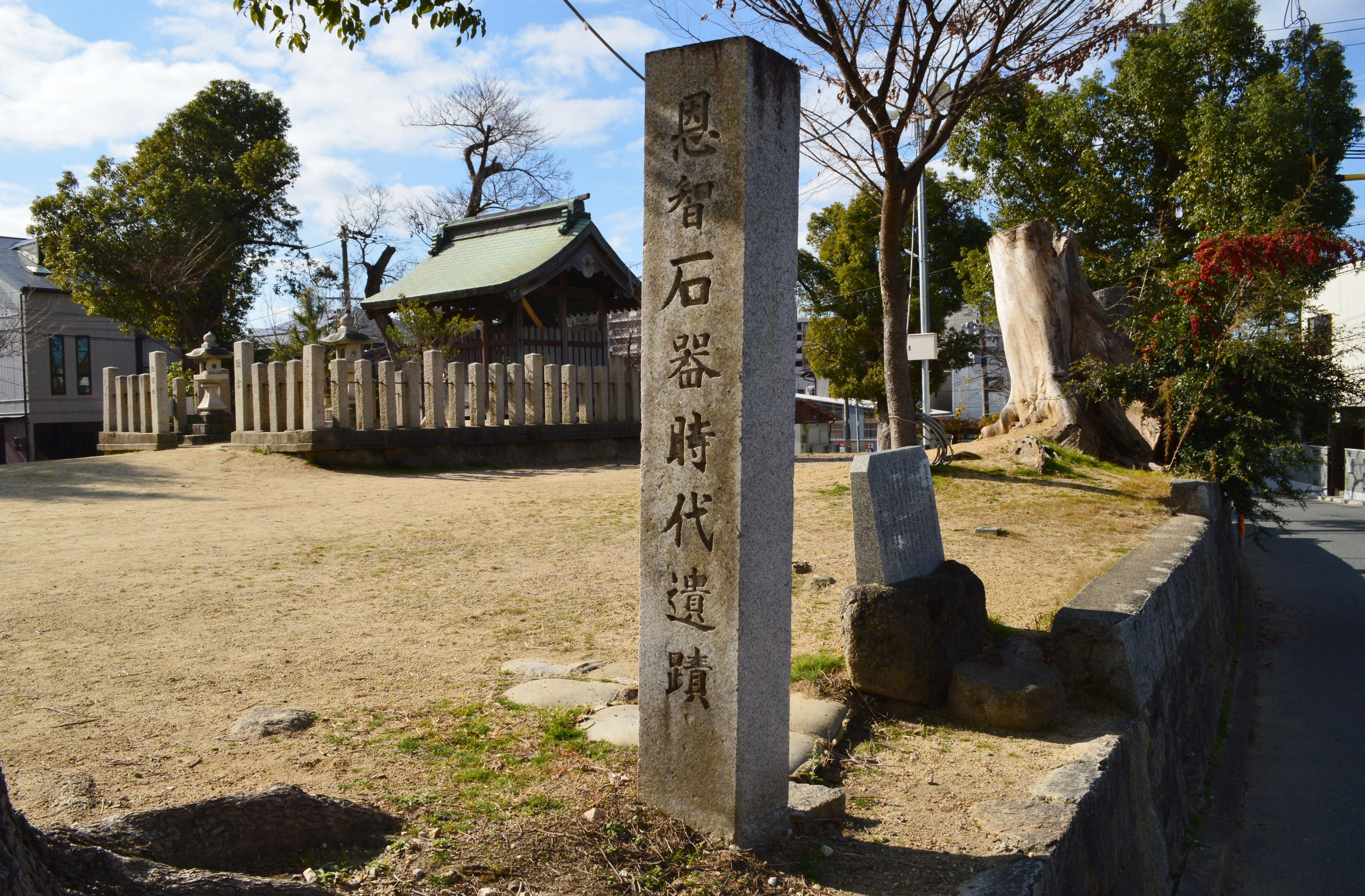
頓宮の「天王の杜」
（大阪府指定史跡）

主要社殿のうち本殿は2棟からなり、いずれも王子造の切妻造である。造営年代は詳らかでないが、宝暦6年（1756年）頃と見られる。向かって右殿に大御食津彦命、左殿に大御食津姫命が祀られ、両殿の間に末社の天川神社が鎮座する。また両殿の周囲を玉垣・透塀で囲んだうえで各殿前に中門を設ける。両中門前には拝殿1棟（2000年（平成12年）再建）が建てられているほか、本殿の裏手には古墳1基があって横穴式石室を開口する。山麓の東高野街道沿いには鳥居が建てられている。
境内から西方約800メートル、現在の御旅所（頓宮）が所在する天王の杜（恩智中町3丁目、北緯34度36分28.48秒 東経135度37分48.72秒）は、恩智神社の旧鎮座地と伝える。現在は境外末社の八坂神社（牛頭天王社）が鎮座し、「天王」の呼称は同社に由来する。同地一帯は縄文時代に始まる考古遺跡として知られ、特に弥生時代中期の集落遺跡が認められている。遺跡自体は南北1.2キロメートル・東西1.0キロメートルに広がるが、そのうち天王の杜を中心とする南北20メートル・東西50メートルが「恩智遺跡」として大阪府指定史跡に指定されている。なお関連して、恩智神社の北方では銅鐸の出土も知られる。

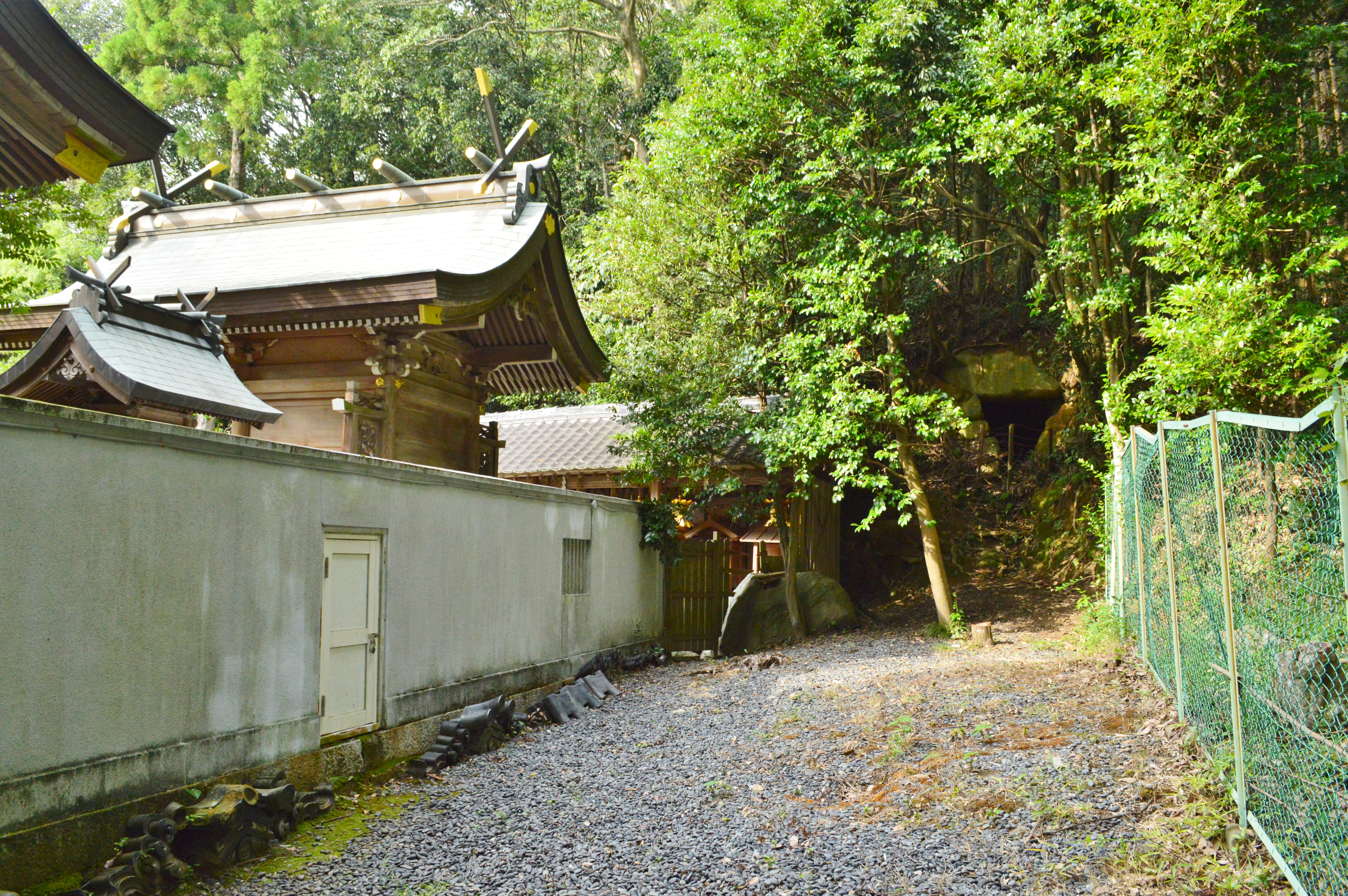
本殿（左）裏手の古墳（右奥）
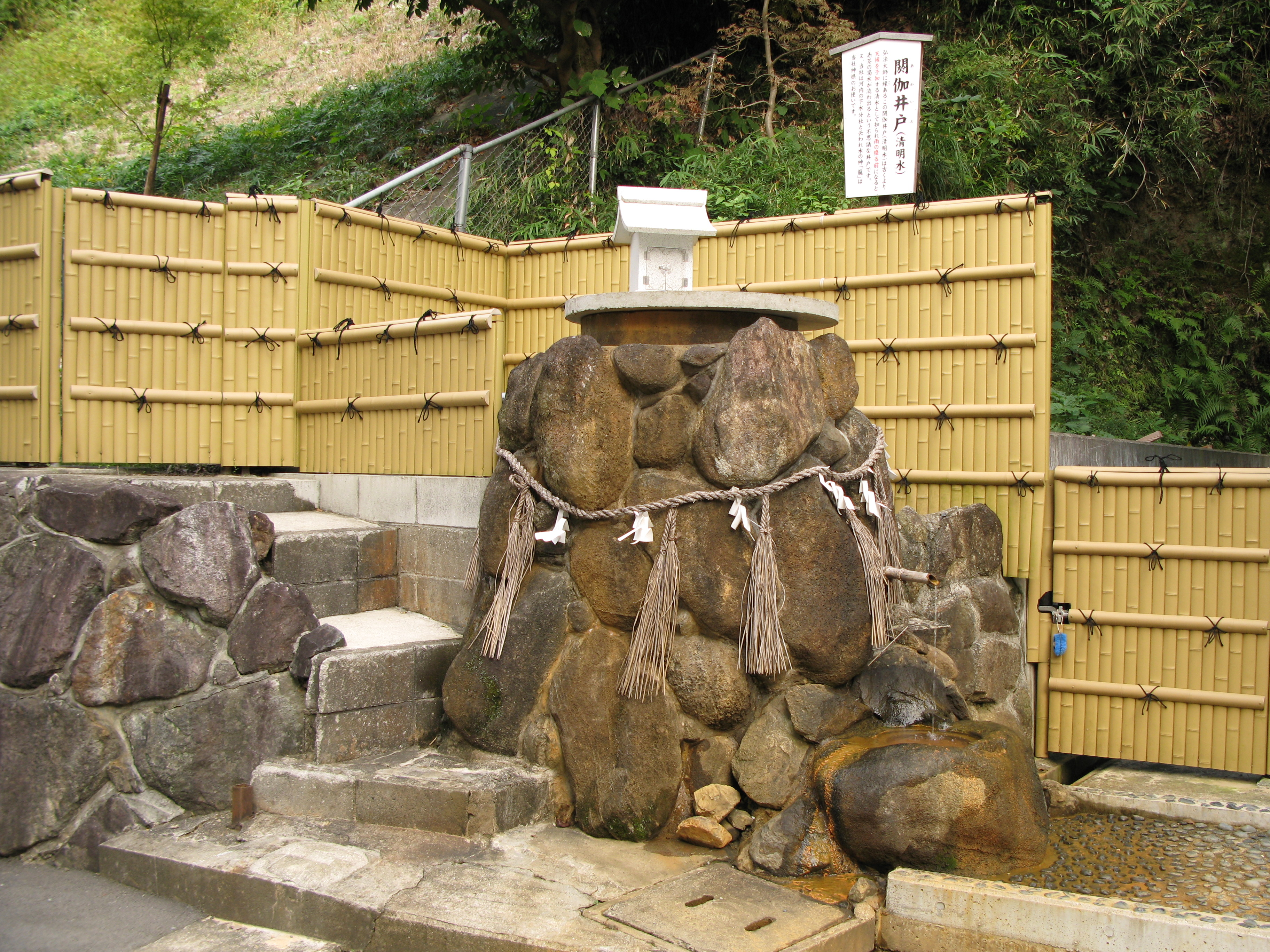
閼伽井戸（清明水） 弘法大師縁の井戸で、雨が降る前には水が濁って天候を予知するという。
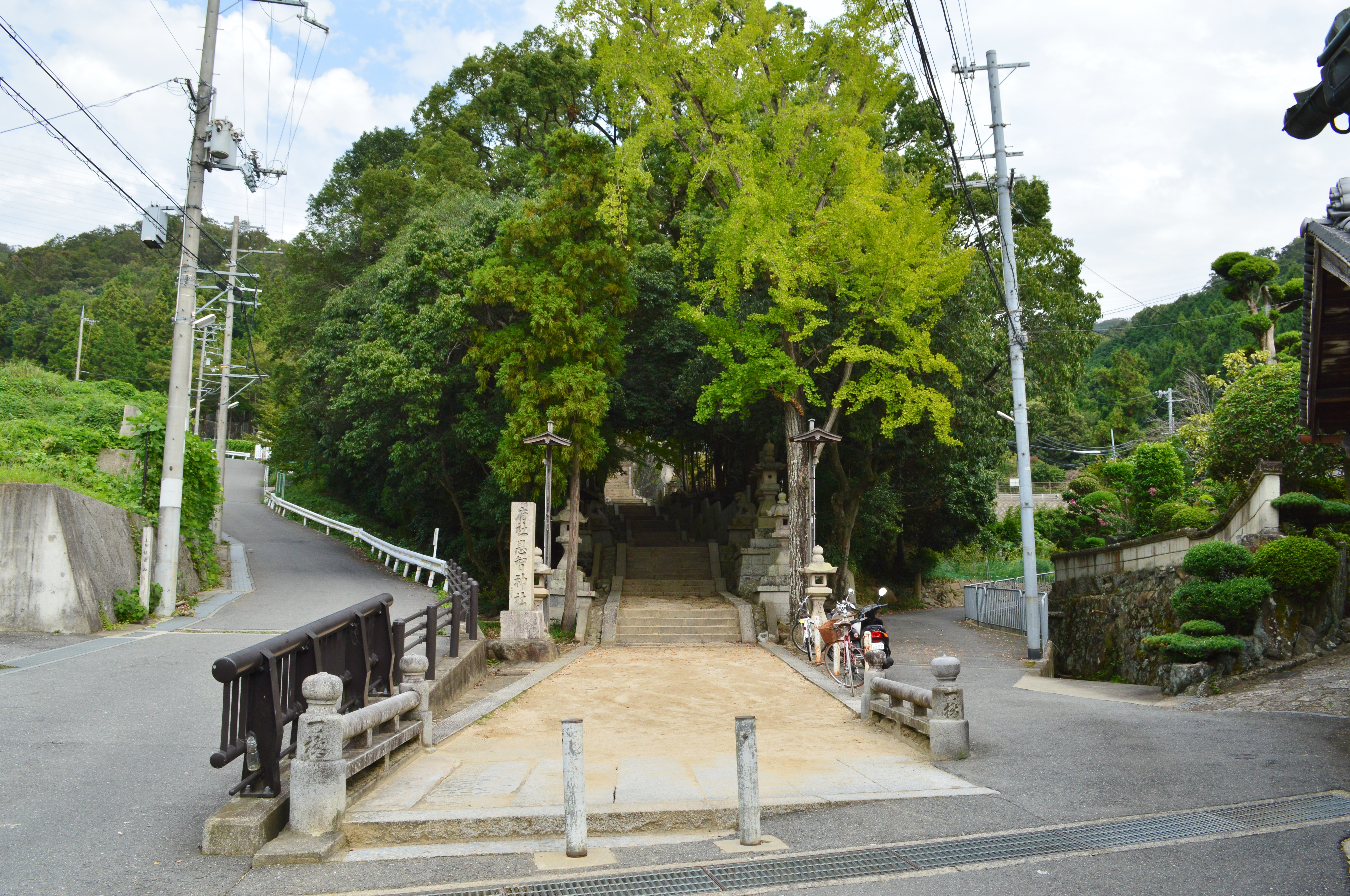
境内入り口
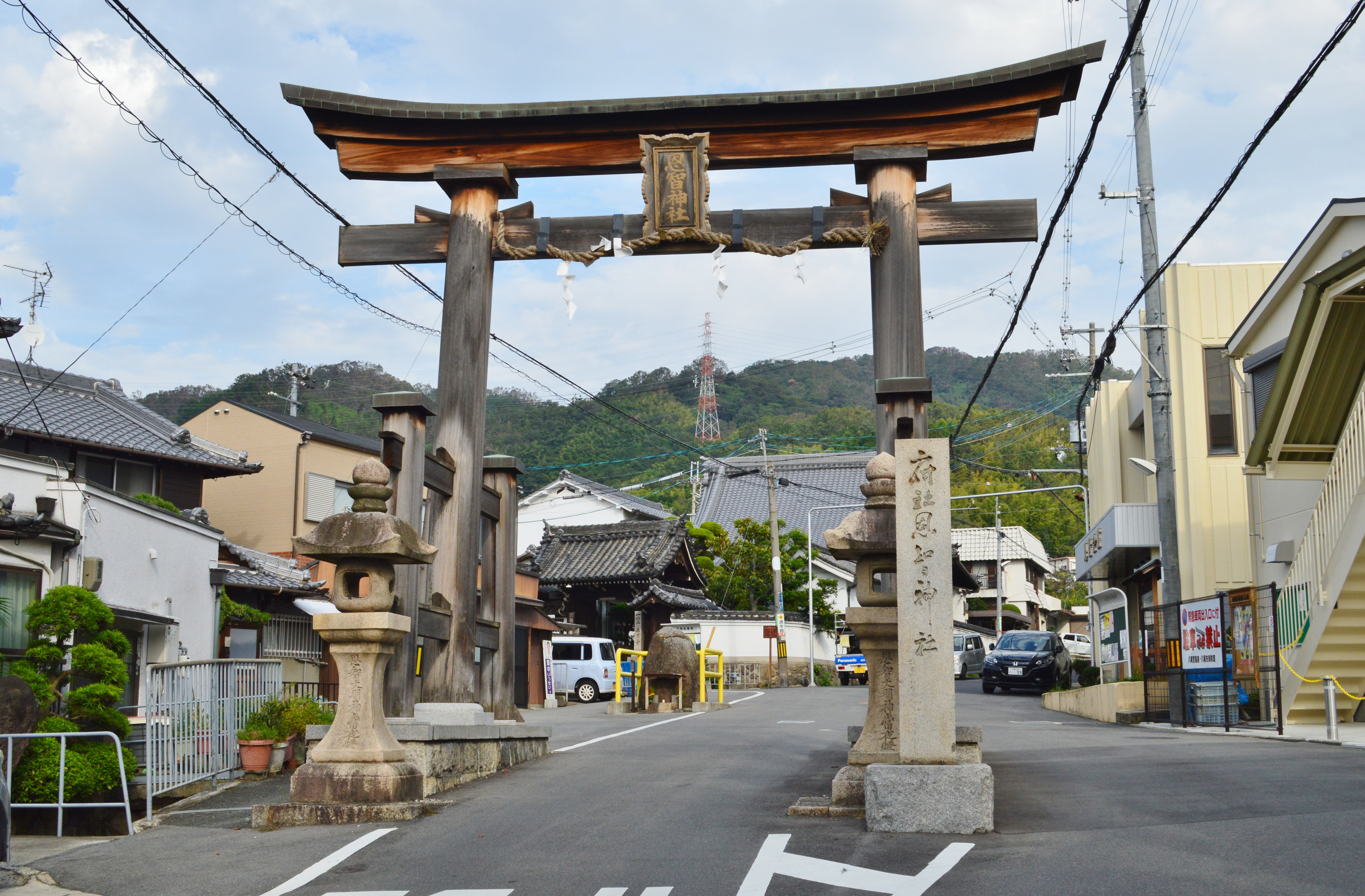
鳥居
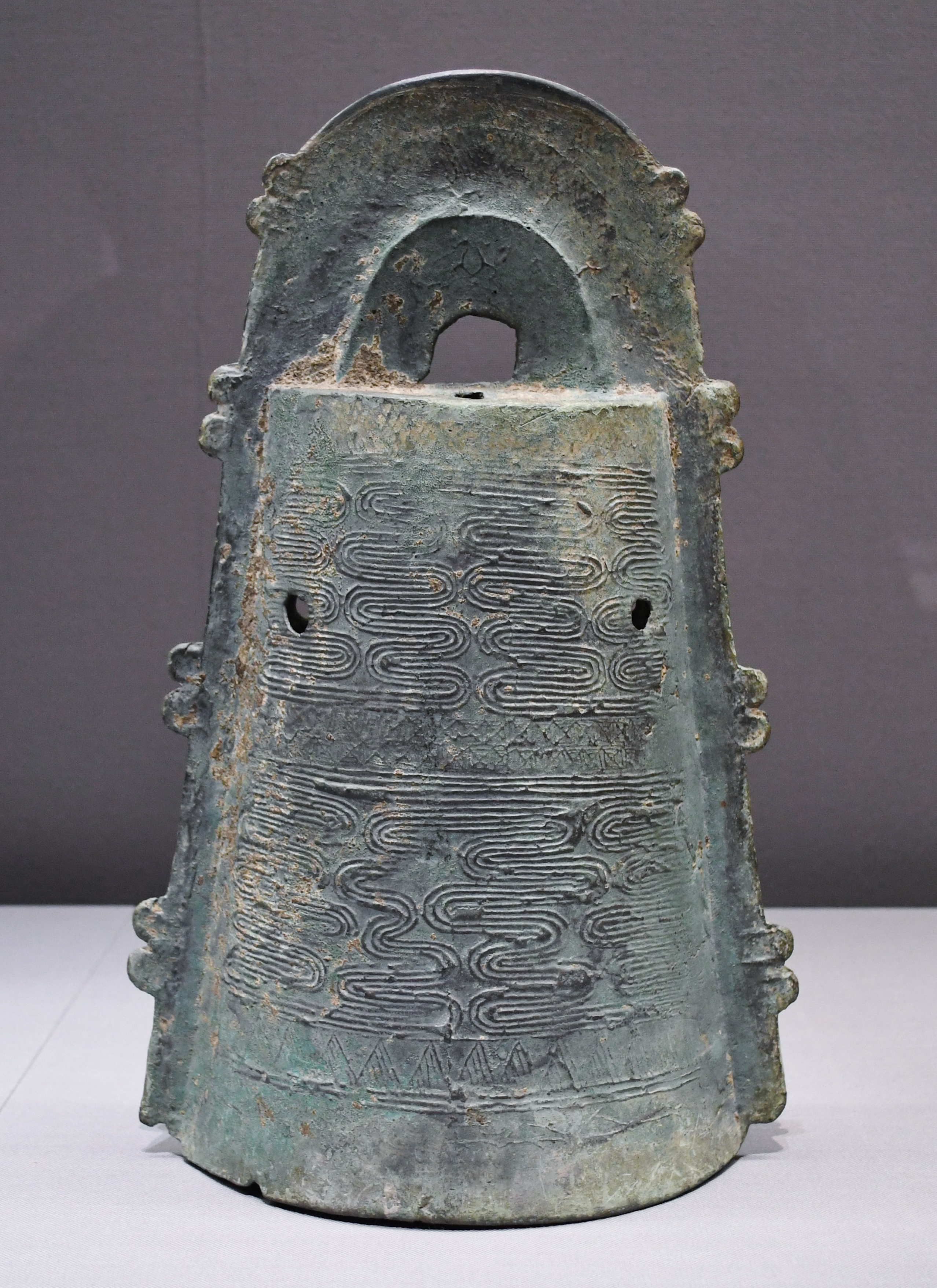
八尾市恩智中町出土銅鐸 東京国立博物館展示。

## 摂末社

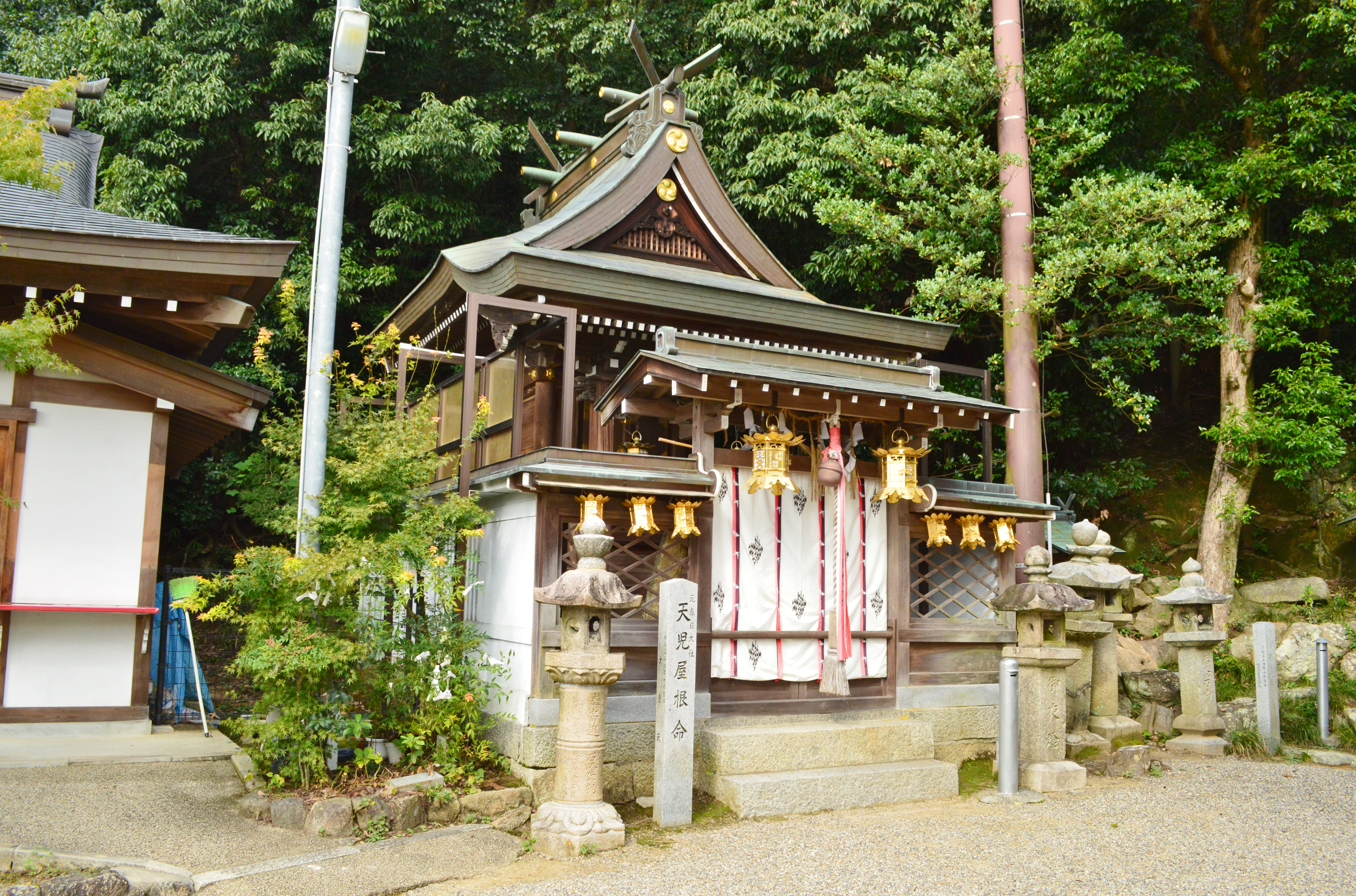
春日神社

摂末社は、摂社1社（境内社）・末社12社（境内11社、境外1社）の計13社。
摂社

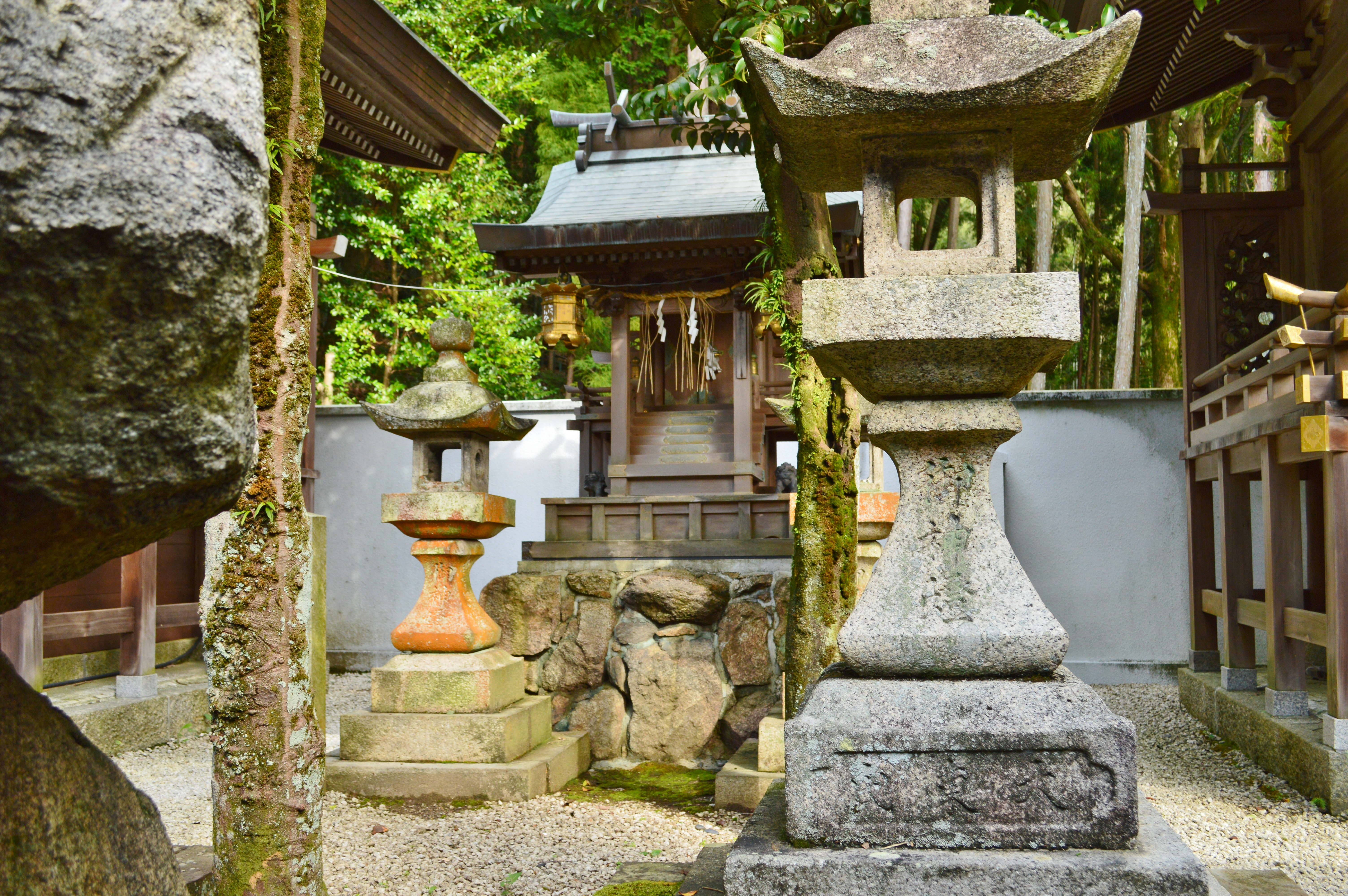
春日神社 - 祭神：天児屋根命
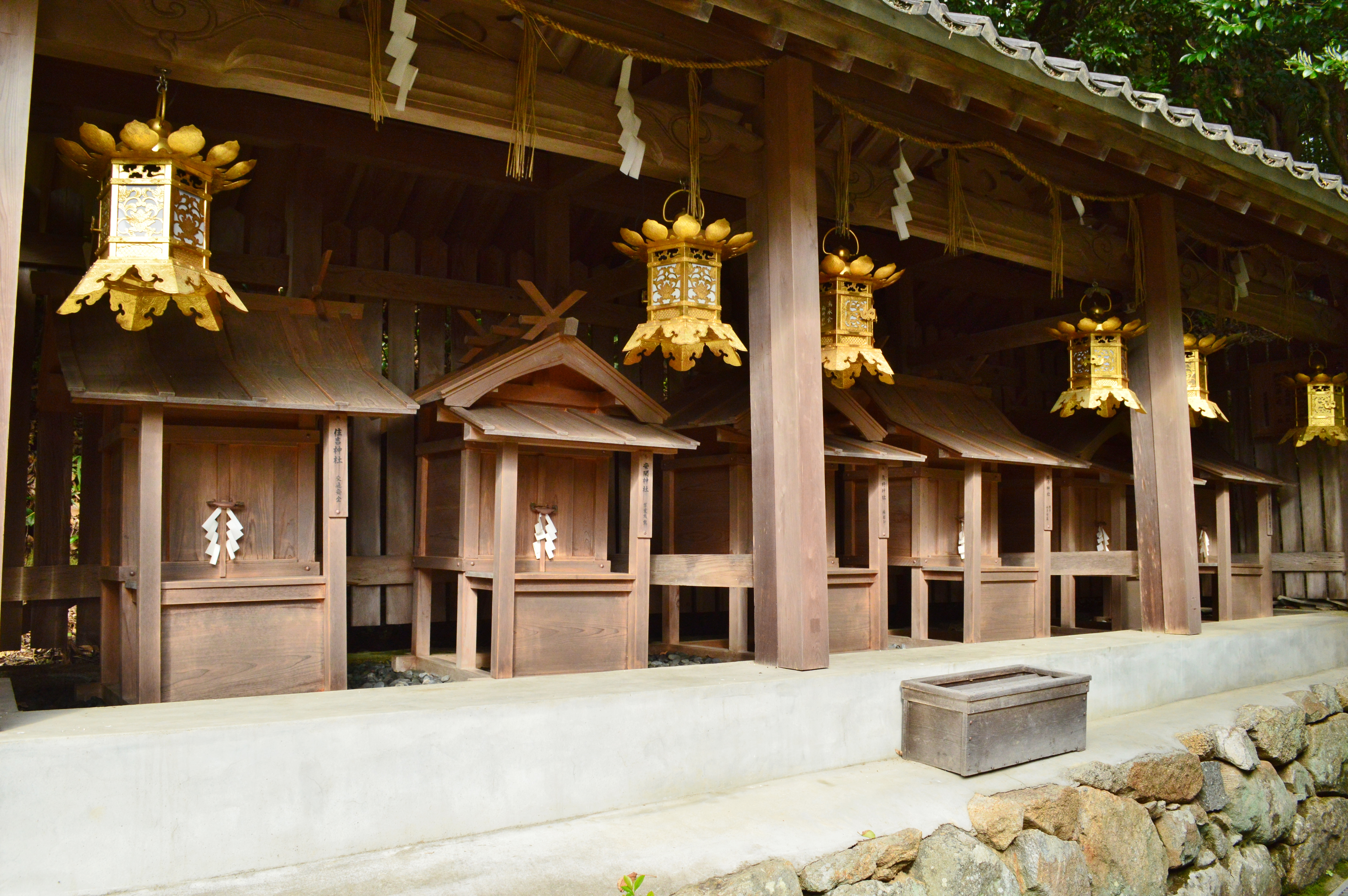
六社
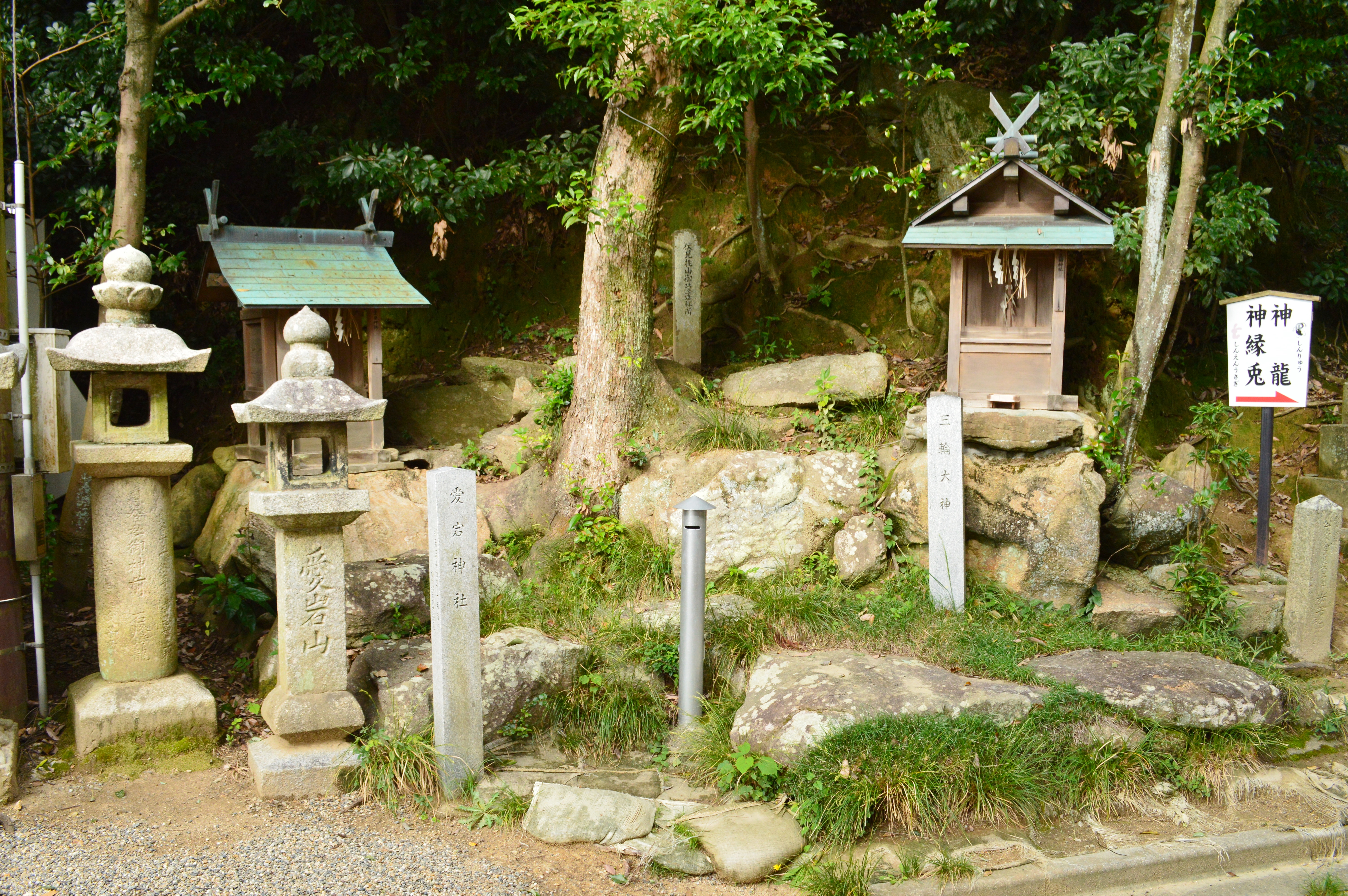
愛宕神社・三輪神社
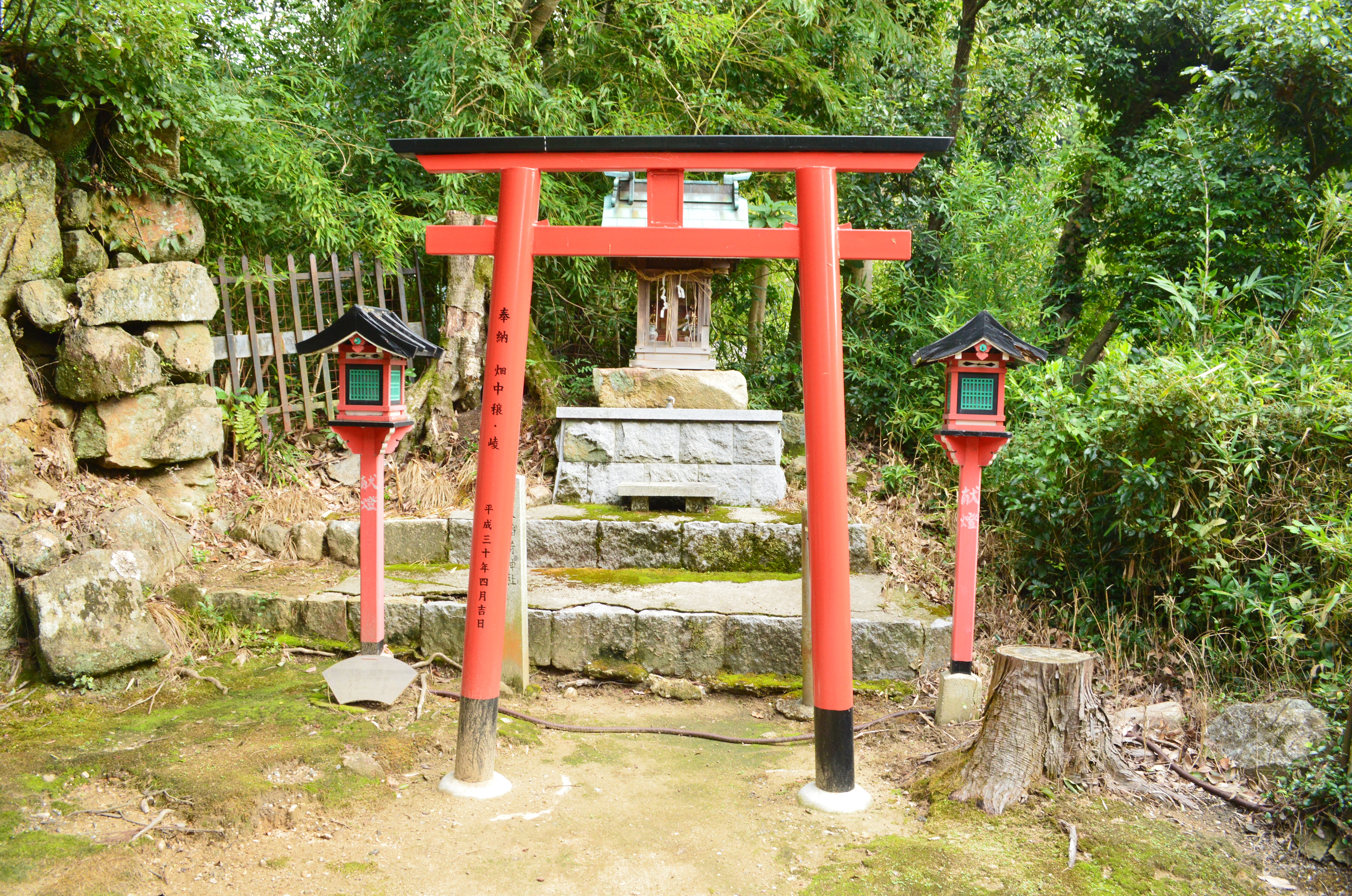
稲荷神社
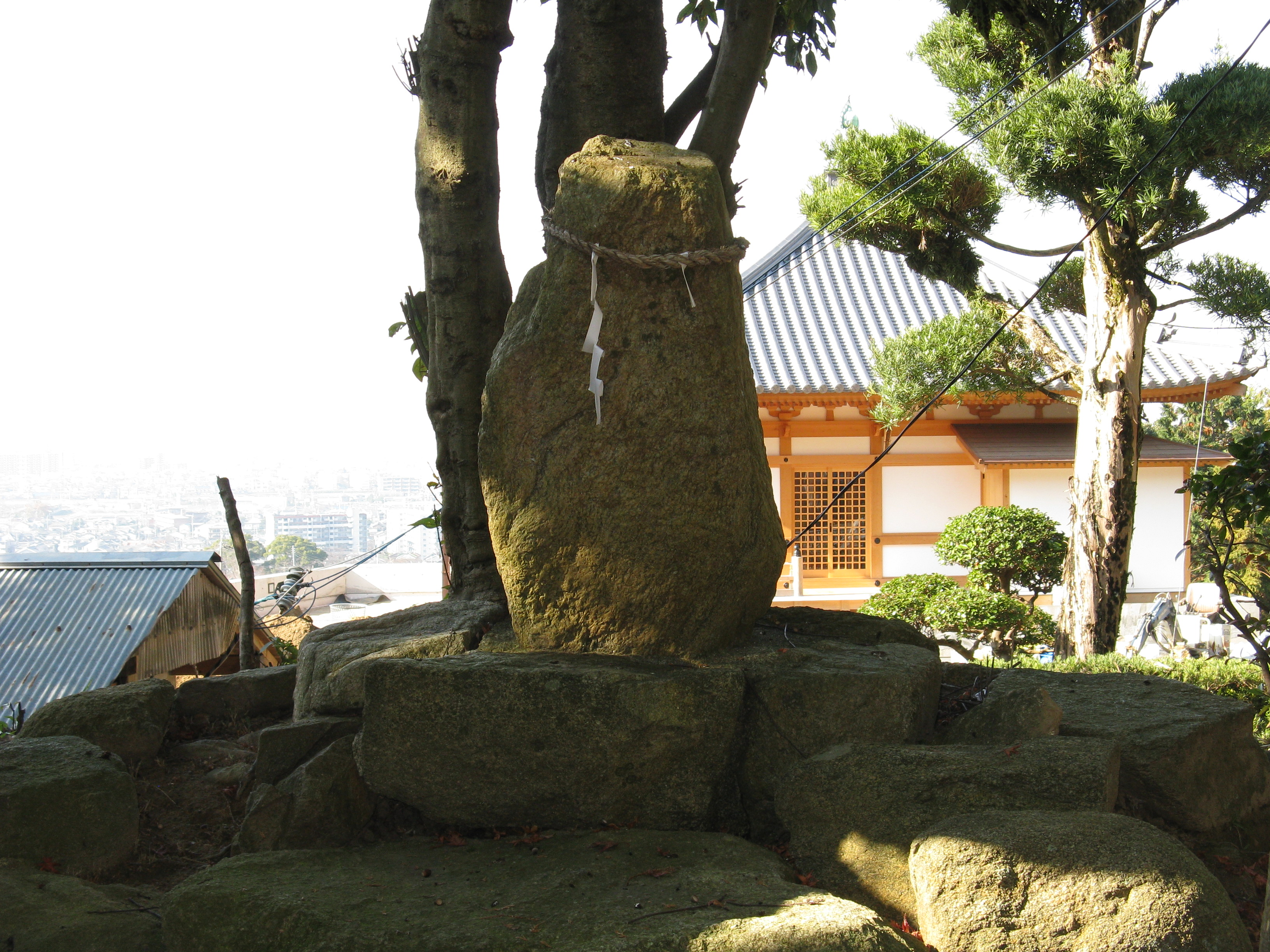
舟戸神社
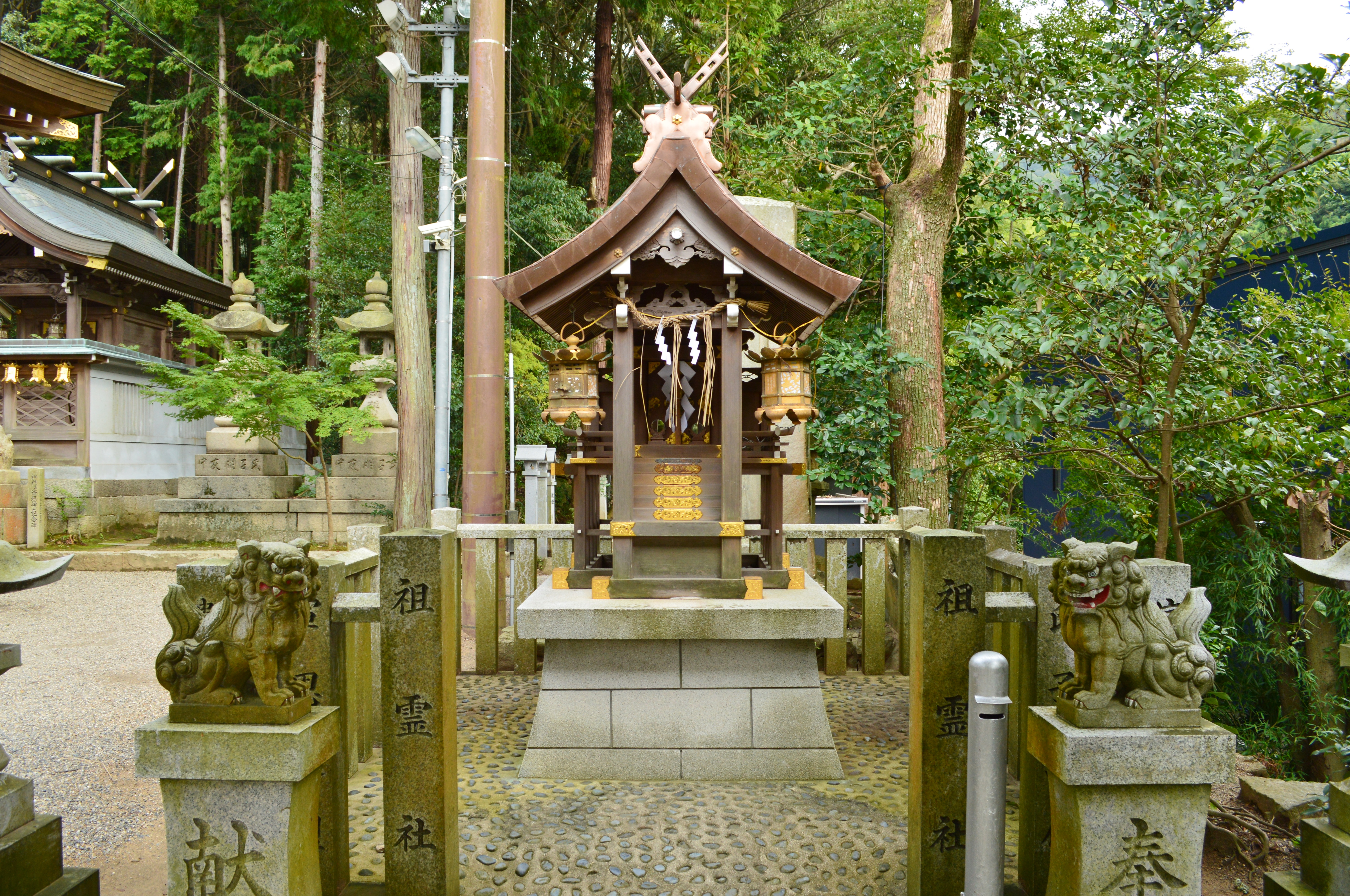
祖霊社
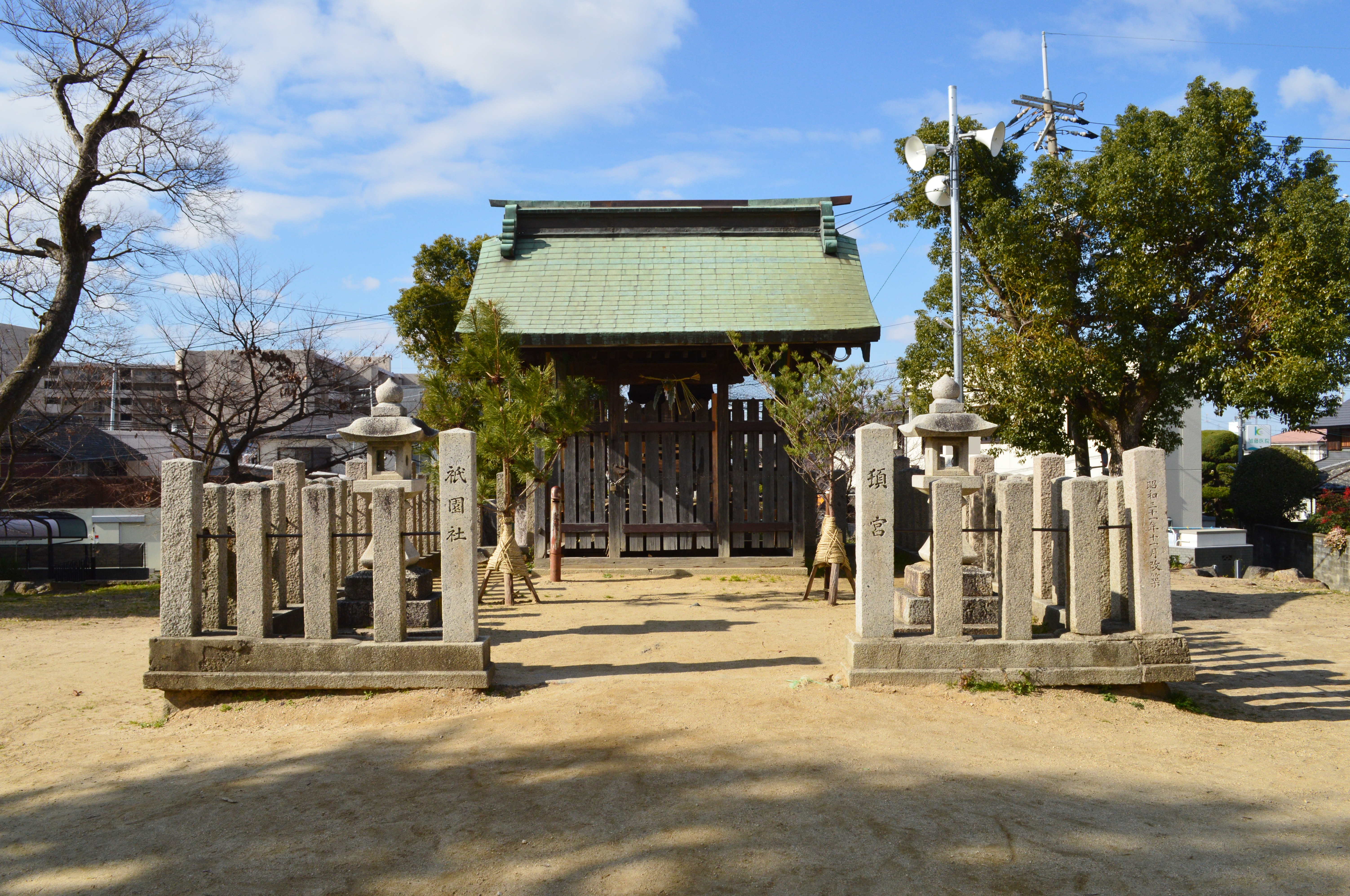
八坂神社（頓宮）

末社
- 境内末社
  - 天川神社 - 祭神：春日辺大明神
  - 六社
    - 天照大神社 - 祭神：天照皇大神
    - 玉祖神社 - 祭神：櫛明玉命
    - 蛭子神社 - 祭神：事代主命
    - 熊野神社 - 祭神：熊野豫日命
    - 安閑神社 - 祭神：安閑天皇
    - 住吉神社 - 祭神：住吉大明神

  - 愛宕神社 - 祭神：伊弉冉尊
  - 三輪神社 - 祭神：大物主大神
  - 稲荷神社 - 祭神：稲荷彦大神
  - 舟戸神社 - 祭神：舟戸大神
  - 祖霊社
- 境外末社（頓宮）
  - 八坂神社 - 祭神：素盞鳴命

他に境内には八大龍王を祀る八大龍王社がある。
- 天川神社
- 六社
- 愛宕神社・三輪神社
- 稲荷神社
- 舟戸神社
- 祖霊社
- 八坂神社（頓宮）

## 祭事

### 年間祭事
恩智神社で年間に行われる祭事の一覧。
- 月始祭（毎月1日）
- 歳旦祭（1月1日）
- お粥占神事・おき上げ神事（1月15日）
- 節分神事（2月）
- 春季大祭（4月3日）
- 稲荷社祭典（5月2日）
- 夏越大祓神事（6月30日）
- 夏季大祭（8月1日）
- 愛宕神社例祭・蛭子社御霊慰霊祭（9月24日）
- 天王の森・八坂社祭典（10月17日）
- 交通安全祈願祭（10月18日）
- 祖霊社御魂祭（10月22日）
- 御供所神事（11月24日） - 八尾市指定無形民俗文化財。
- 秋季例祭（卯辰祭）
  - 宵宮（11月25日）
  - 本宮祭（11月26日）
- 立松神事（12月24日）
- 年越大祓神事（12月31日）

### 特殊神事
御供所神事
11月24日。例祭（卯辰祭）の神饌を調製する神事。その年に収穫されたもち米・うるち米を使って、マガリ・餅マガリ・オウブト・バイシ・小餅という5種の餅を作り、マガリ・オウブト・バイシについては油で揚げる。神饌は25日に神前に供えられ、26日に本祭を迎える。新嘗祭の伝統を伝える古式神事とされ、八尾市指定無形民俗文化財に指定されている。

## 文化財

### 大阪府指定文化財
- 史跡
  - 恩智遺跡 - 1995年（平成7年）12月13日指定[14][11]。

### 八尾市指定文化財
- 無形民俗文化財
  - 恩智神社 卯辰祭供饌行事 - 2003年（平成15年）9月18日指定[14][13]。

## 現地情報
所在地
- 大阪府八尾市恩智中町5丁目10番地

交通アクセス

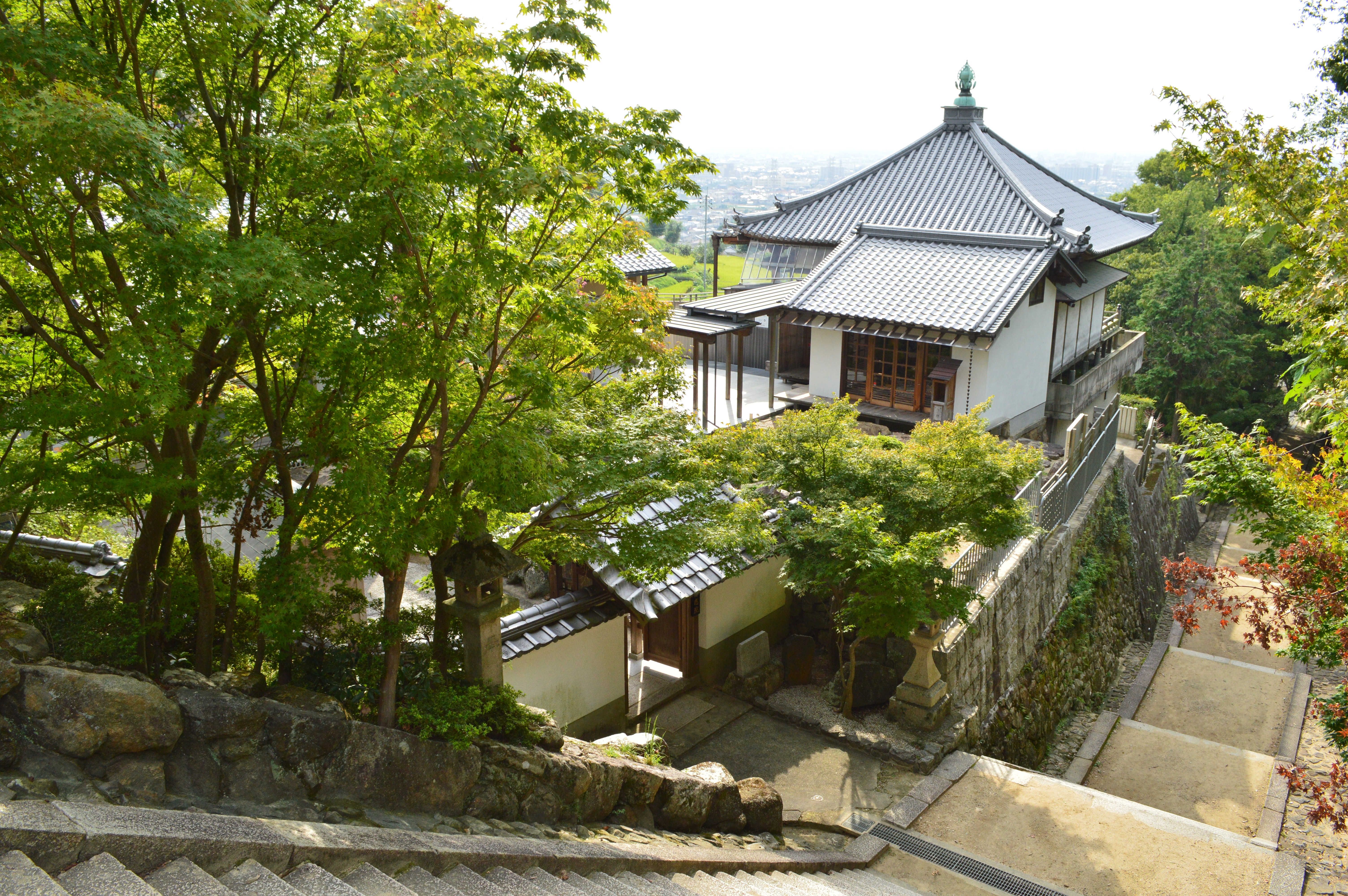
天川山神宮寺感応院

- 鉄道：近畿日本鉄道（近鉄）大阪線 恩智駅（徒歩約20分）

周辺
- 天川山神宮寺感応院
元神宮寺、河内西国霊場第12番札所。木造十一面観音立像（重要文化財）、絹本著色不動明王像・金銅四橛（府指定有形文化財）等を所蔵。
- 恩智城